# Jan zonder Vrees (hertog)
Jan zonder Vrees, of Jan I van Bourgondië (Dijon, 28 mei 1371 – Montereau-Fault-Yonne, 10 september 1419), hertog van Bourgondië, graaf van Vlaanderen, Artesië en Charolais, paltsgraaf van Bourgondië, heer van Mâcon, Chalon, Mechelen en verscheidene andere plaatsen, was een prins uit het huis Valois-Bourgondië.
Als hertog van Bourgondië consolideerde Jan de grondslagen van wat zou uitgroeien tot de Bourgondische staat, waarmee hij de politiek voortzette waar zijn vader Filips de Stoute reeds mee was begonnen.
In het hart van het koninkrijk Frankrijk genoot hij niet dezelfde hoofdrol op het toneel die zijn vader had gespeeld in de kroonraad als oom van de koning. Jan was slechts de neef van Karel VI van Frankrijk, die sinds 1392 periodieke aanvallen van krankzinnigheid kende en wiens hof was uitgegroeid tot een plaats van intriges tussen de prinsen in het rijk. In 1407 liet Jan zonder Vrees zijn neef, tevens zijn grootste rivaal, Lodewijk I van Orléans (de jongere broer van de koning) ombrengen; Jan had de koninklijke financiën nodig om zijn prinsdom verder uit te bouwen en zijn belangen botsten met die van de hertog van Orléans.
Door de moord op zijn neef stortte de hertog van Bourgondië Frankrijk in een burgeroorlog tussen de Bourguignons en de Armagnacs. Die laatsten wensten de moord op de hertog van Orléans te wreken. Beide partijen bevochten elkaar om de hoofdstad Parijs en het regentschap. Deze burgeroorlog deed − samen met de geheime onderhandelingen van Jan met Hendrik V van Engeland − de Honderdjarige Oorlog weer losbarsten.
Ondanks de zoveelste verzoeningspoging tegenover de Armagnacs, in een poging het Engelse offensief het hoofd te bieden, werd Jan zonder Vrees in 1419 op zijn beurt vermoord.

## Biografie

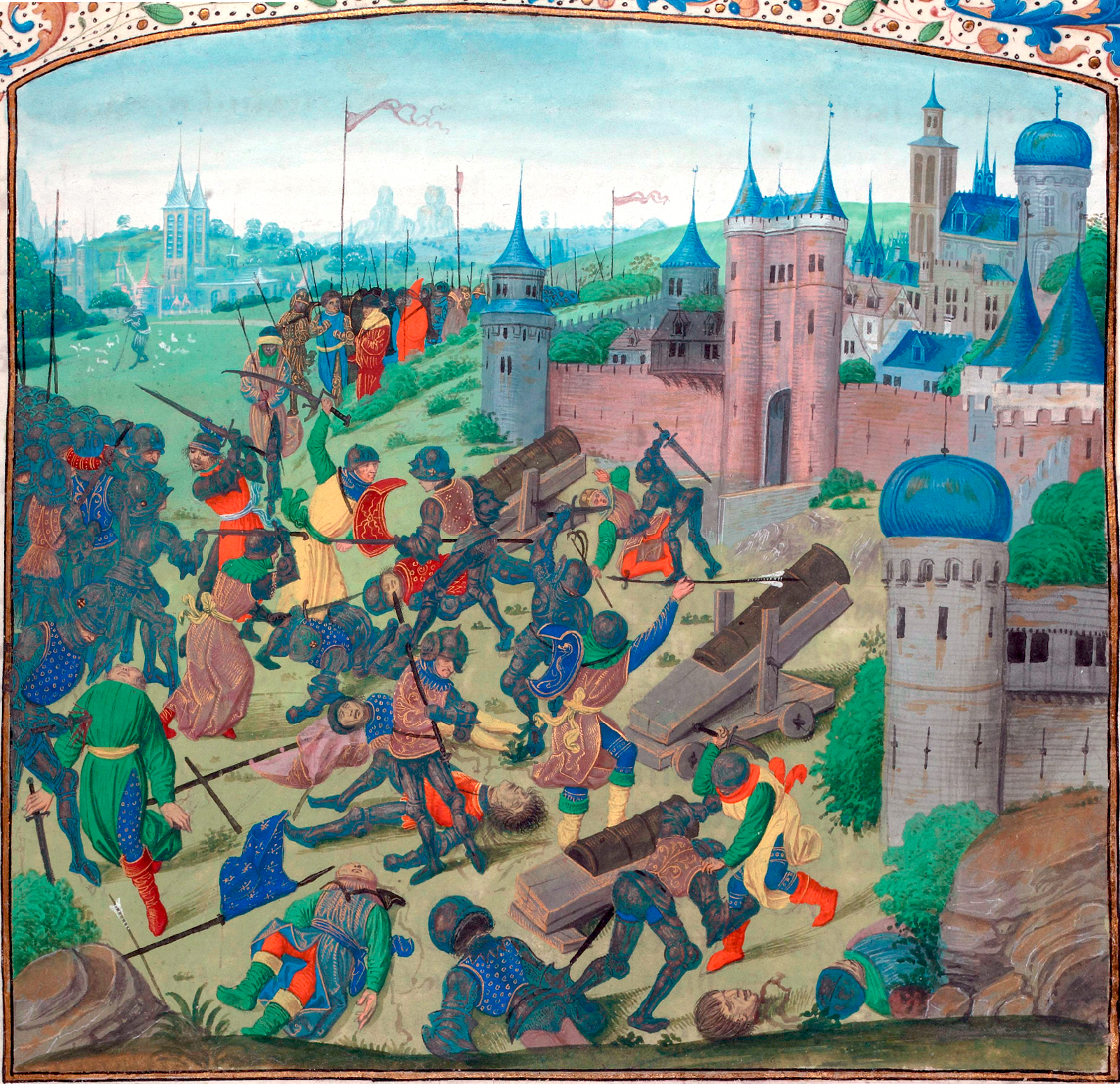
De slag bij Nicopolis (miniatuur uit de Chroniques van Jean Froissart, Parijs, Bibliothèque nationale de France).

### Jeugd
Jan werd op 28 mei 1371 geboren in het paleis van de hertogen van Bourgondië in Dijon als oudste zoon van hertog Filips II van Bourgondië, bijgenaamd de Stoute, en Margaretha van Male. Hij was van vaders kant de kleinzoon van koning Jan II van Frankrijk, bijgenaamd "de Goede" (1319-1364). Als oudste zoon, in directe lijn afstammend van de hertog van Bourgondië, een jongere tak van het huis Valois, was hij door eerstgeboorterecht voorbestemd de apanage van het hertogdom Bourgondië te erven. Dat was in 1363 in volledige eigendom toegekend aan zijn vader door koning Jan de Goede.
In 1378 werd Boudewijn II van Nieppe de leermeester van de zevenjarige Jan.
Jan was de oudere broer van Anton van Bourgondië (1384-1415) en Filips van Nevers (1389-1415), die beiden op 25 oktober 1415 sneuvelden in de strijd van de Franse cavalerie tegen de Engelsen in de slag bij Azincourt.
Jan werd in 1384 aangesteld als graaf van Nevers (een erfland van zijn moeder) en zou dit graafschap in 1404 aan zijn broer Filips overdragen, toen hij van zijn vader het hertogdom Bourgondië erfde. Op 12 april 1385 vond het zogenaamde Dubbelhuwelijk van Kamerijk plaats, waarbij de 13-jarige Jan, net benoemd als graaf van Nevers, trouwde met Margaretha van Beieren, terwijl zijn 10-jarige zus Margaretha tezelfdertijd in de echt werd verbonden met Willem van Oostervant.
Toen koning Sigismund van Hongarije, die zich bedreigd zag door de opmars van de Ottomanen, om hulp vroeg, zouden de prinsen van het westen een leger bijeenbrengen om hem te hulp te komen. Jan trok met dit leger mee in plaats van zijn vader en voerde het Franse contingent aan, waarbij hij er niet in slaagde de onstuimigheid daarvan te temperen. Aan deze veldtocht kwam in september 1396 een einde door de nederlaag bij Nicopolis, waar de kruisridders werden overwonnen door sultan Bayezid I. Het was tijdens deze slag dat Jan zijn bijnaam "zonder Vrees" kreeg. Na de slag moest Jan urenlang toekijken hoe zijn leger werd onthoofd, terwijl zijn soldaten naakt en in groepjes van vier of vijf aantraden. Door op zijn knieën te vallen voor de sultan kon hij zijn vriend Boucicaut redden. Met een dertigtal waardevolle ridders werd Jan barrevoets naar Bursa afgevoerd.  Zijn vader moest 100 000 florijnen lenen bij zijn raadsman Dino Rapondi om het losgeld te kunnen betalen. Jan was pas in februari 1399 terug in Frankrijk.

### Opvolging van Filips de Stoute

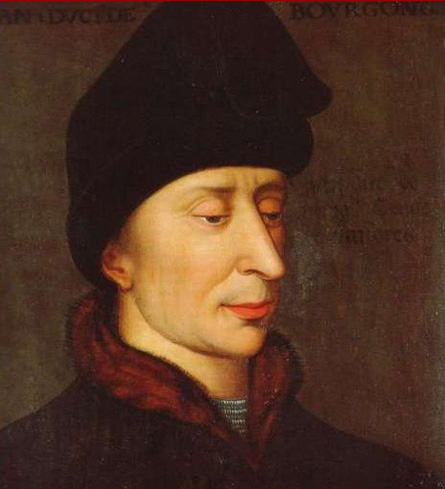
Portret van Jan zonder Vrees (ca. 1480, Museum voor Schone Kunsten, Rijsel)

Filips de Stoute stierf op 27 april 1404. Jan zonder Vrees bracht op 23 mei van dat jaar hulde aan koning Karel VI van Frankrijk voor het hertogdom Bourgogne in apanage en deed op 17 juni 1404 zijn intrede te Dijon. Hij garandeerde toen aan de stadsbewoners het behoud van de privileges die ze hadden genoten onder zijn vader. Kort daarop vierde Jan zonder Vrees het huwelijk van zijn dochter Margaretha met de Dauphin Lodewijk van Guyenne, en vervolgens dat van zijn oudste zoon Filips met Michelle van Valois, een dochter van koning Karel VI. Hierdoor wist hij de gunst van koningin Isabella van Beieren te verwerven die hem beloofde zijn belangen te zullen verdedigen.
Nadat de Sint Elisabethsvloed (1404) in het graafschap Vlaanderen een groot stuk land onder water had gezet, werd op bevel van Jan de Graaf Jansdijk verder uitgewerkt.
Sinds 1392 leed koning Karel VI aan min of meer lange aanvallen van waanzin. Een ordonnantie uit 1403 voorzag echter dat, in het geval van verhindering van de soeverein om zijn ambt uit te oefenen, het bestuur van het koninkrijk zou worden uitgeoefend door de kroonraad, voorgezeten door koningin Isabella van Beieren. De koningin werd bijgestaan door de overige leden van de kroonraad: hertog Jan van Berry en hertog Lodewijk II van Bourbon en ze kon ook vertrouwen op de steun van haar twee neven, Lodewijk I van Orléans, de broer van de koning, en Jan zonder Vrees. Die twee laatsten zouden in de kroonraad lijnrecht tegenover elkaar komen te staan .
De dominante figuur in de kroonraad was echter Lodewijk I van Orléans. Terwijl de spanningen tussen Frankrijk en Engeland weer toenamen, werd er onder het volk steeds meer kritiek geuit op het gezamenlijk bestuur van de koningin met de hertog van Orléans. Dat beschuldigde hen er in het bijzonder van dat ze van de oorlog profiteerden om nieuwe en uitzonderlijk hoge  belastingen te kunnen heffen. De poging in februari 1405 om een nieuwe taille (belasting) te heffen om de oorlog mee te financieren werd fel bekritiseerd door Jan zonder Vrees, die weigerde zijn onderdanen hier aan te onderwerpen. In weerwil daarvan werd de nieuwe belasting met instemming van de hertog van Bretagne op 5 maart goedgekeurd .
Op 21 maart 1405 overleed Margaretha van Male, de moeder van Jan zonder Vrees. Die erfde van haar de graafschappen Vlaanderen en Artesië en het paltsgraafschap Bourgondië, waardoor hij even machtig werd als zijn vader voor hem. Jan begaf zich vervolgens naar de rijke Vlaamse steden, waarvan hij nu de nieuwe heer was. Hij stelde de bevolking gerust over de nieuwe belasting, die de hertog van Orléans wilde heffen, door opnieuw te bevestigen dat zijn onderdanen die niet moesten betalen. Hij beloofde eveneens dat geen enkel oorlog de handelsrelatie van Vlaanderen met Engeland zou opschorten. Een heropleving van het conflict tussen Frankrijk en Engeland zou Vlaanderen kunnen ruïneren, omdat de lakennijverheid afhankelijk was van de import van Engelse wol. De verdediging van de Vlaamse economische belangen werd zo een van zijn prioriteiten. Hij slaagde er ook in Grevelingen te heroveren. Zijn wens om een leger te lichten om Calais te heroveren op de Engelsen (als vergelding voor de Engelse aanvallen in Vlaanderen) vond echter geen gehoor in de naaste omgeving van de hertog van Orléans.

### Inname van Parijs

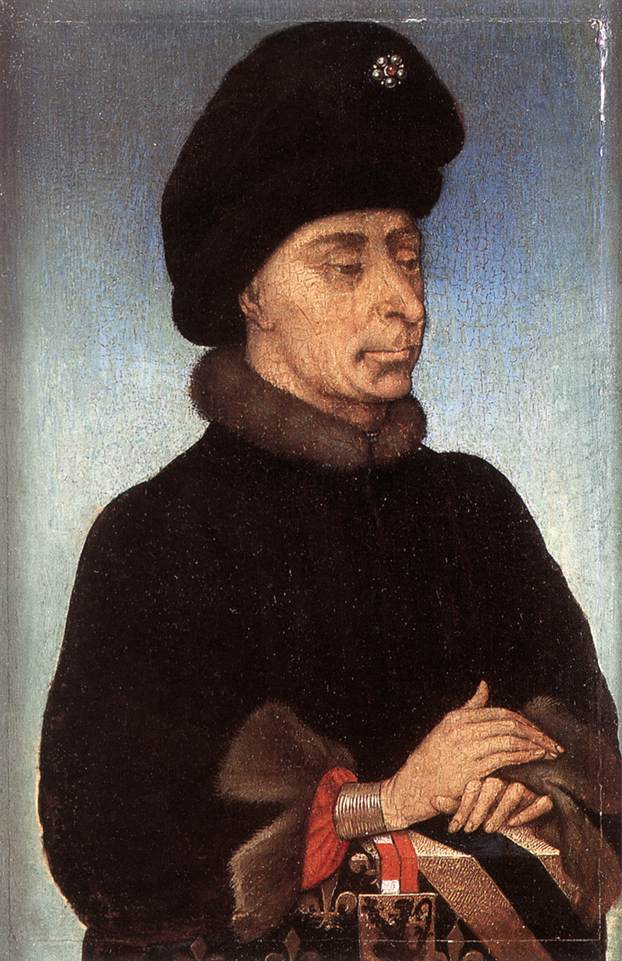
Anoniem portret van Jan zonder Vrees, ca. 1450. (Koninklijk Museum voor Schone Kunsten, Antwerpen). In langdurig bruikleen aan het Hof van Busleyden, Mechelen (stad).

In beslag genomen door het regelen van de opvolging in Bourgondië en Vlaanderen, verliet Jan zonder Vrees Parijs. Als gevolg hiervan zou de vrijgevigheid uit de koninklijke schatkist aan de nieuwe hertog van Bourgondië afnemen ten voordele van de hertog van Orléans. Hoewel deze inkomsten voorheen hoogstens 59% van de hertogelijke financiën uitmaakten, zouden ze vanaf 1406 niet meer dan 24% bedragen. De uitgaven voor het goed functioneren van de Bourgondische gebieden bleven echter toenemen. Deze situatie verplichtte de hertog zijn eigen belastingen te verhogen, wat twee nadelen had: het verlies van de door zijn vader opgebouwde populariteit en nieuwe spanningen in het turbulente Vlaanderen. Zijn afwezigheid en het feit dat hij niet meer dan een neef van de koning was (in tegenstelling tot zijn vader, die een oom was) verzwakte zijn positie aan het hof. Tezelfdertijd was Lodewijk I van Orléans met de aankoop van talrijke lenen in het oosten begonnen (de graafschappen Soissons en Porcien in 1391 en het hertogdom Luxemburg in 1402) om de Bourgondische machtsuitbreiding dwars te zitten. De spanningen, die er eerder al waren tussen oom (Filips de Stoute) en zijn neef, namen nog toe tussen de twee neven. Jan zonder Vrees werd niettemin  door de verzamelde prinsen van zijn bloed uitgenodigd voor een vergadering. Eerder was hij al geïnformeerd over de onvrede onder het volk en over de meer en meer penibele situatie van het koninkrijk, dat ten prooi aan een eventuele aanval van een buitenlandse macht zou kunnen vallen. Hij besloot een leger op de been te brengen om de controle over de hoofdstad Parijs over te nemen. Hij vertrok op 16 augustus uit Arras, vergezeld door achthonderd ridders, en kwam aan bij het Louvre. In reactie hierop namen Lodewijk I van Orléans en de koningin de wijk naar het kasteel van Pouilly-le-Fort, nabij Melun. Ze lieten een bevel achter om de dauphin, Lodewijk van Guyenne, en zijn broers daar de volgende dag ook naartoe te brengen.
Jan zonder Vrees slaagde er echter in dat konvooi te onderscheppen en stelde de dauphin voor om hem terug naar Parijs te brengen. Hij werd hier door de hertogen van Berry en Bourbon op het ogenblik van zijn terugkeer naar de hoofdstad in gesteund en riep een grote vergadering bijeen, waarin de dauphin op 26 augustus plaats zou nemen.
In een aan de dauphin gerichte toespraak bevestigde hij zo opnieuw zijn loyaliteit (en ook die van zijn broers) aan het koninkrijk Frankrijk en aan zijn soeverein. Ook zette hij in deze toespraak zijn angsten uiteen over de uitoefening van de macht in het algemeen en de door corruptie ontstane bedreigingen in het bijzonder, het slechte beheer van het kroondomein, dat in onbruik raakte, en de fiscale druk die zwaar op de Kerk drukte. Hij besloot zijn toespraak met de bewering dat het Franse volk haar ondergang tegemoet zou gaan als een dergelijke politiek werd voortgezet. Ook moest de toenemende dreiging van de Engelsen worden bestreden met een aanzienlijk leger. Zo niet, dan zou de koning een eventuele nederlaag kunnen worden aangewreven. Hij stelde de vergadering verder gerust door uit te leggen dat hij met instemming van de dauphin handelde en dat zijn eigen leger alleen was bedoeld om Parijs te verdedigen tegen de vijanden van de koning in zijn koninkrijk.

### Toenemende rivaliteit met Lodewijk van Orléans

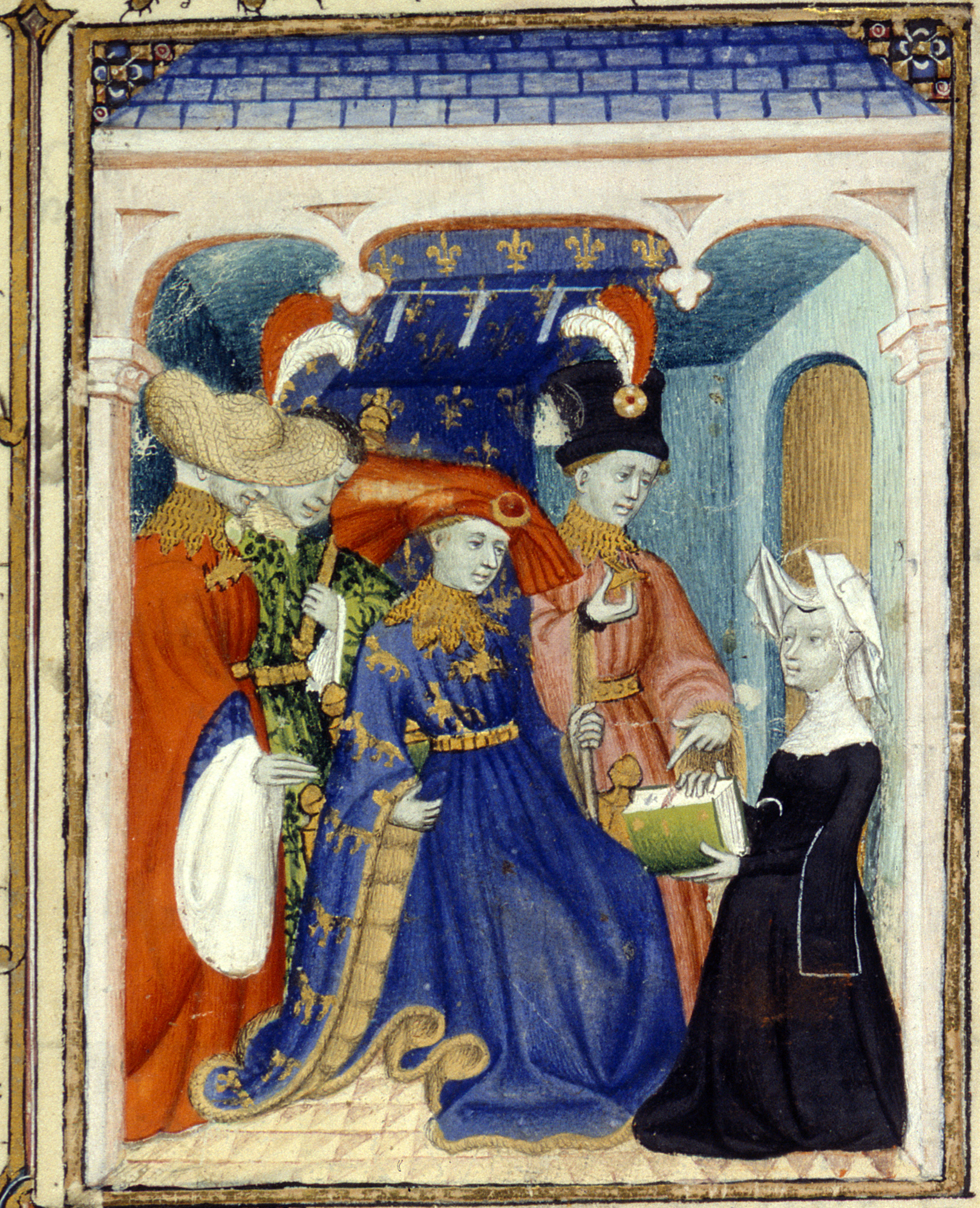
Hertog Lodewijk van Orléans ontvangt een boek van Christine de Pizan (15e-eeuwse miniatuur).

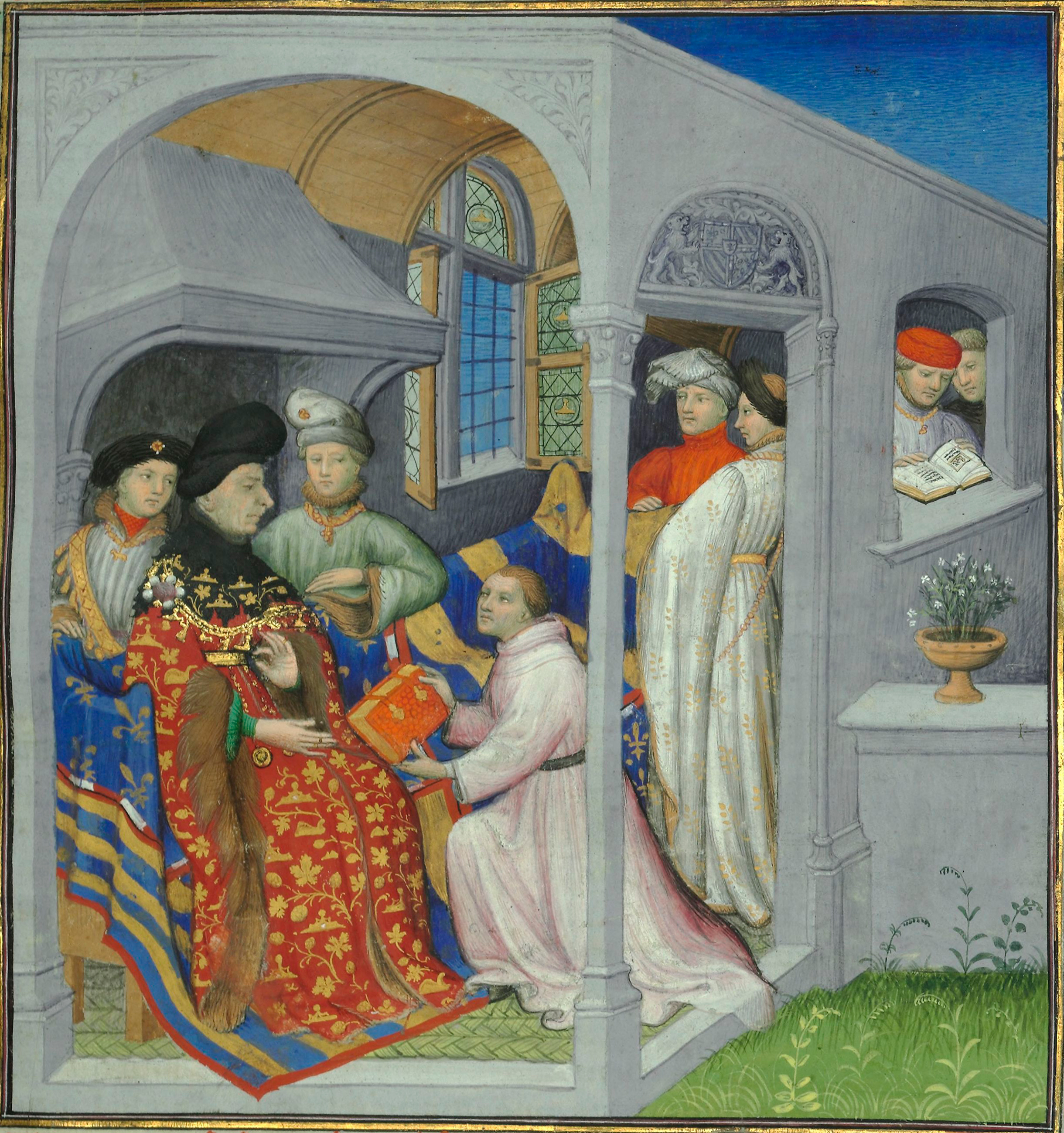
Aanbieding van een boek aan Jan zonder Vrees (detail) (miniatuur van rond 1410-1412, Fr2810 folio 226, Parijs, Bibliothèque nationale de France).

Toen hij het nieuws vernam, kon Lodewijk I van Orléans het de koningin en hem aangedane affront niet accepteren. Het koninkrijk Frankrijk bevond zich nu op de rand van een burgeroorlog, hetgeen de burgerij en magistraat van Parijs verontrustte. Terwijl Jan talrijke versterkingen in Parijs ontving, waaronder in het bijzonder achthonderd soldaten onder aanvoering van Anton van Bourgondië, hertog van Limburg, en zesduizend man onder Jan III van Beieren, bracht Lodewijk eveneens in naam van de koning een leger op de been. Hoewel de stad Parijs altijd toegewijd was aan de zaak van de hertog van Bourgondië hoopten haar inwoners, de bourgeoisie voorop, desalniettemin op een verzoening tussen de twee rivalen. Ondanks meerdere pogingen hun relatie te normaliseren, bleef Lodewijk I van Orléans troepen verzamelen. Vervolgens begon hij in september geduldig met een blokkade van de hoofdstad. In het kader van deze strijd om invloed koos elke kamp een particulier symbool. Het devies van de hertog van Orléans, "Je l'ennuie", wat in die tijd betekende "ik inviteer, ik daag uit", vergezelde de knoestige stokken, die zijn embleem vormden. Dit zond een helder dreigement uit naar zijn vijanden. Jan zonder Vrees op zijn beurt koos als embleem een schaaf en luisterde dat op met het Vlaamse devies "Ich (h)oud!" (hetgeen zoveel betekende als "aangenomen!"). In een van de torens van het oude herenhuis van de hertog van Bourgondië in Parijs kan men boven een glas-in-loodraam twee gebeeldhouwde schaven zien. Men treft in verscheidene miniaturen Jan zonder Vrees aan, afgebeeld met schaven die op zijn kleding waren aangebracht .
Karel VI, die voor een tijd bij zijn volle verstand was, slaagde er in een onderhandelingsproces op gang te brengen en elke gewapende strijd tussen beide prinsen te voorkomen. Jan I van Bourgondië, die Parijs in handen had, steunde op de professoren van de universiteit, aan wie hij "hervorming" van het koninkrijk had beloofd. Zij werden sindsdien onvoorwaardelijke steunpilaren van zijn politiek. Niettemin dreven de ontstane kosten door het onderhouden van zijn leger hem tot een compromis. Op 17 oktober 1405 werd na meer dan acht dagen van onderhandelen ten slotte vrede gesloten tussen beide hertogen. De hertog van Orléans legde vervolgens een eed af om zich te houden aan de beslissingen van de raad van de koning en stemde ermee in dat men met de remonstranties (bezwaren), voorgelegd door de hertog van Bourgondië, rekening had moeten houden.
De twee hertogen voerden vervolgens een intense propagandastrijd. Daartoe werden de grote en goede steden van het koninkrijk aangeschreven, waarbij ieder trachtte hun visie op de gebeurtenissen van 1405 bevestigd te zien worden. Hun ogenschijnlijk goede verstandhouding verborg in werkelijkheid een verlangen om hun invloed te versterken. Jan zonder Vrees schoof zichzelf naar voren als verdediger van de belangen van het volk, terwijl hij geen belastingen hief in zijn gebieden. Men moet ook zeggen dat negen tiende van de inkomsten van de broer van de koning volledig afkomstig waren uit de koninklijke schatkist. Daarbovenop kwamen nog hun verschillende visies op het Westers Schisma, dat het christelijke westen toen verdeelde. Te zeer in beslag genomen door het bestuur van het koninkrijk liet de hertog van Orléans de religieuze vragen liever over aan het Parlement en de universiteit. De Gallicaanse kerk was de macht van de koning en de privileges van de clerus gunstig gezind.
Op 27 januari 1406 werd de koninklijke raad door een ordonnantie gereorganiseerd. Daarbij werd de entourage van de koning  voor wat betreft het beheer van de zaken van het koninkrijk en de opvolging van de hertog van Bourgondië in het geheel van verantwoordelijkheden, die voorheen aan zijn vader waren toegekend, bevestigd. Hiervan profiteerde Lodewijk I van Orléans, die met steun van de andere prinsen van den bloede, Jan van Berry, Lodewijk II van Bourbon en Lodewijk II van Anjou, overging tot een zuivering van de Bourgondische raadsmannen. Hierdoor werd de invloed van Jan zonder Vrees nog meer teruggedrongen. Jan, die bezorgd was zijn positie in de raad te verliezen, besloot daarop zijn neef Lodewijk van Orléans te laten vermoorden.
Rond die tijd kwam ook Buonaccorso Pitti naar het Franse hof om zich bij de koning te beklagen over het gedrag van zijn hertog Jan zonder Vrees, die Florentijnse ambassadeurs had laten opsluiten.

### Burgeroorlog tussen Armagnacs en Bourguignons

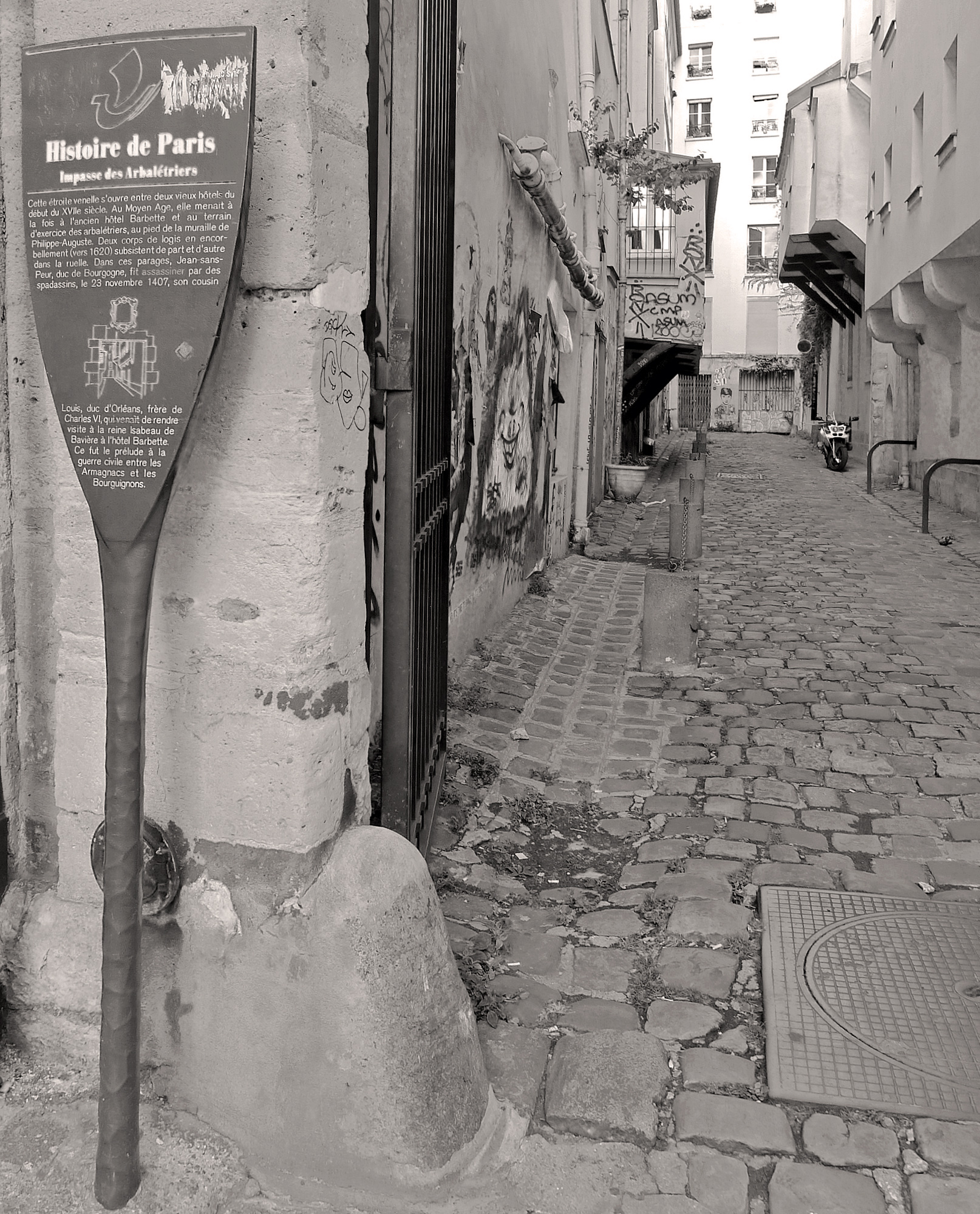
Ingang van de impasse des Arbalétriers met een historische mijlpaal herinnerend aan de moord op Lodewijk van Orléans in 1407.

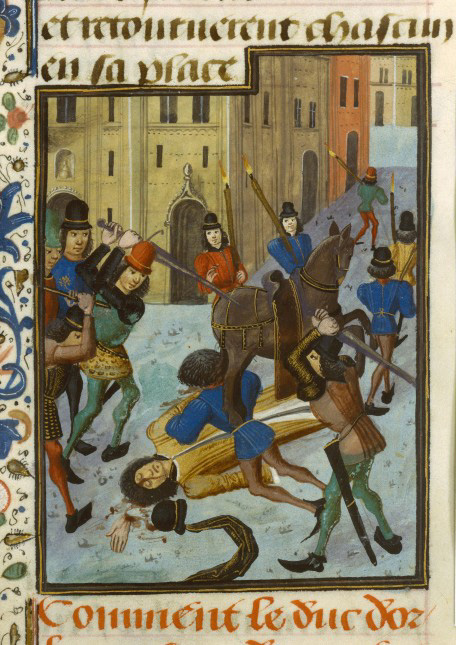
Meester van de Chronique d'Angleterre, Assassinat du duc Louis d'Orléans, verluchting, ca. 1470 ?-1480 ?, Parijs, Bibliothèque nationale de France.

In 1407 werd hertog Lodewijk I van Orléans op bevel van Jan zonder Vrees vermoord.
In de avond van 23 november 1407 werd Lodewijk, die net de stadswoning van de koningin had verlaten, tijdens een door Jan zonder Vrees georganiseerde verraderlijke overval vermoord. Hoewel de moordenaars valstrikken achterlieten ten einde eventuele achtervolgers te vertragen, waren er meerdere aanwijzingen die de onderzoekers naar het Hôtel d'Artois, de Parijse residentie van de hertog van Bourgondië, leidden. Die besloot hen vervolgens voor te zijn. Op 26 november, tijdens een bijeenkomst van de koninklijke raad, bekende hij zijn misdaad aan zijn neef, de hertog van Anjou, en zijn oom, de hertog van Berry (die hij toeschreef aan een "interventie van de duivel"), waarop deze laatste hem aanraadde te vluchten. Dat deed hij de volgende dag ook door met enkele vertrouwelingen naar Vlaanderen te vertrekken.
Het volk van Parijs prees zich gelukkig met de verdwijning van de hertog van Orléans, wiens naam synoniem was geworden met belastingen. Het bevestigde opnieuw haar steun aan hertog Jan van Bourgondië. Desalniettemin eiste Valentina Visconti, de weduwe van de hertog van Orléans, van de koning dat er werd afgerekend met de moordenaar van haar echtgenoot. Er kwam op 21 december 1407 een plechtige parlementszitting (lit de justice) te Parijs bijeen zonder tot een veroordeling te komen. Het proces ging als een nachtkaars uit door het onverwachte overlijden van de weduwe op 4 december 1408. Jan zonder Vrees voerde zijn verdediging om zijn misdaad te rechtvaardigen door een beroep te doen op de theoloog Jean Petit (diens apologie van de tirannicide werd echter na zijn dood op het concilie van Konstanz tussen 1414 en 1418 veroordeeld).
In 1408 stuurden de aanhangers van de overleden hertog van Orléans een huurmoordernaar naar het Hof ten Walle, de residentie van de graven van Vlaanderen in Gent. Daar probeerde de huurmoordenaar, Hanneken Mennon, om Jan zonder Vrees en zijn echtgenote te liquideren met een kruisboog. Die aanslag werd echter tijdig verhinderd en de huurling werd opgesloten in kasteel Singelberg in het Land van Beveren. In september 1409 werd de huurling daar terechtgesteld wegens majesteitsschennis.
In 1409 zou Jan met het zogenaamde Calfvel de macht van de Brugse ambachten, die tegen hem in opstand waren gekomen, inperken. In datzelfde jaar vond ook het beleg van Vellexon plaats.
In 1410 verzocht Karel van Orléans, zoon van de vermoorde hertog, zijn schoonvader Bernard VII van Armagnac, graaf van Armagnac, hem te helpen wraak te nemen. Die laatste nam de leiding op zich van de volgelingen van de hertog van Orléans, die sindsdien bekend zouden staan onder de naam Armagnacs, en die de strijd zouden aangaan met de aanhangers van de hertog van Bourgondië, de Bourguignons. Zo barstte de burgeroorlog tussen de Armagnacs en Bourguignons los, die koning Karel VI vanwege van zijn mentale toestand niet had kunnen voorkomen.
In 1411 maakte Jan zonder Vrees zich dus met medeweten van koningin Isabella van Beieren meester van de koninklijke autoriteit en slaagde hij er in november 1411 in de Armagnacs uit de Regentschapsraad weg te werken. In het voorjaar van 1413 wist hij met de opstand van de Cabochiens zelfs de Armagnacs tijdelijk uit Parijs te verjagen. Maar de vrede van Atrecht (4 september 1414), gewild door koning Karel VI en onderhandeld tussen zijn zoon, de dauphin Lodewijk van Guyenne, en Jan zonder Vrees, bracht de elkaar bestrijdende Armagnacs en Bourguignons met de ruggen tegen elkaar, met het verbod om hun onderscheidende tekens en emblemen te afficheren. Jan zonder Vrees, ontdaan van zijn macht, verliet Parijs, dat gedomineerd zou blijven door de Armagnacs die trouw bleven aan de koning van Frankrijk.

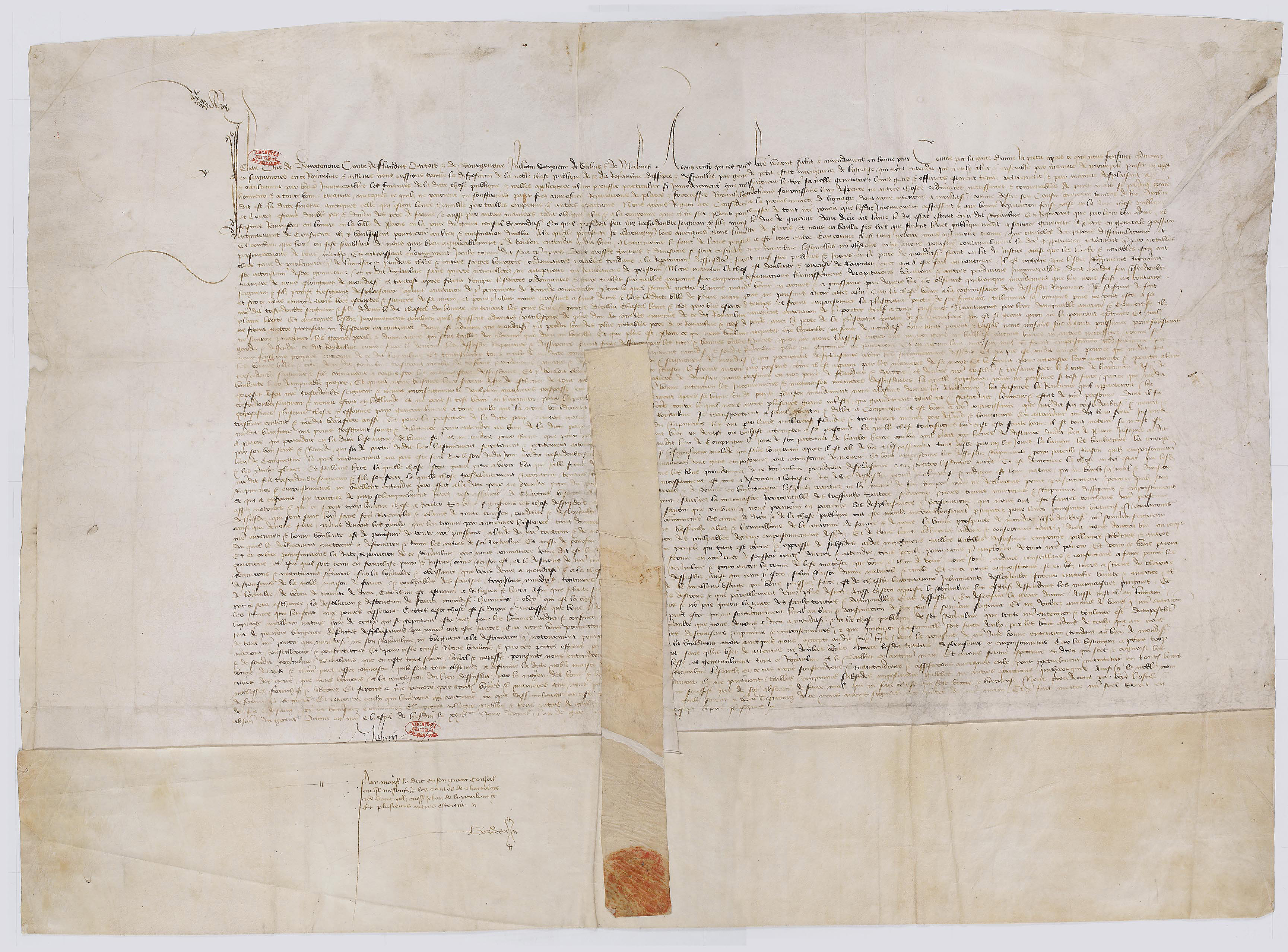
Manifest van Jan zonder Vrees, waarin hij oproept aan alle onderdanen van de koningen om hem te steunen tegen de vijanden van de publieke zaak (25 april 1417).

In 1416, profiterend van de dood van hertog Jan I van Berry, maakte Jan zonder Vrees zich ten nadele van diens weduwe, Johanna II van Auvergne die met Georges de La Trémoille was hertrouwd, meester van het graafschap Boulogne. Op 29 april 1417 sloot hij te Konstanz een alliantie met keizer Sigismund.
In 1417, terwijl koning Karel VI leed onder zware crises van dementie, waren de Armagnacs nog steeds aan de macht in Parijs. Zij waren bondgenoten van de nieuwe dauphin Karel van Frankrijk. In april 1417 zou Karel zijn twee oudere broers, die voortijdig waren gestorven, op veertienjarige leeftijd opvolgen als kroonprins, waarop hij in Parijs werd benoemd tot luitenant-generaal van het koninkrijk met de bedoeling deel te nemen aan de Regentschapsraad, voorgezeten door koningin Isabella van Beieren.
De nieuwe dauphin Karel en zijn bondgenoten, de Armagnacs, meenden dat koningin Isabella van Beieren werd beïnvloed door Jan zonder Vrees en dat zij vijandig was aan hun zaak. Zij verwijderden haar van de macht door haar, in april 1417, naar Tours te sturen en onder goede bewaking te stellen. De koningin hield een bittere herinnering over aan dit alles en zou zich later wreken op haar zoon. Jan zonder Vrees sloot zich bij haar aan en zette samen met haar te Troyes een bestuur op dat gericht was tegen dat van de Armagnacs. Hij besloot Parijs te overmeesteren en de macht te grijpen door de nieuwe dauphin uit te schakelen.
Op 29 mei 1418 drongen de Bourgondische troepen, bondgenoten van de huurmoordenaar Capeluche, midden in de nacht Parijs binnen en zouden graaf Bernard VII van Armagnac en een groot aantal van de Armagnacs uitmoorden. Zij bedreigden het leven van de dauphin van Frankrijk, die in het Hôtel Saint-Pol in Parijs verbleef. Hij werd gered door officieren van de Armaganacs, die trouw aan de kroon van Frankrijk waren, en zou de wijk nemen naar Bourges, hoofdstad van zijn hertogdom Berry, om er de weerstand te organiseren tegen de Engelsen en de Bourguignons.

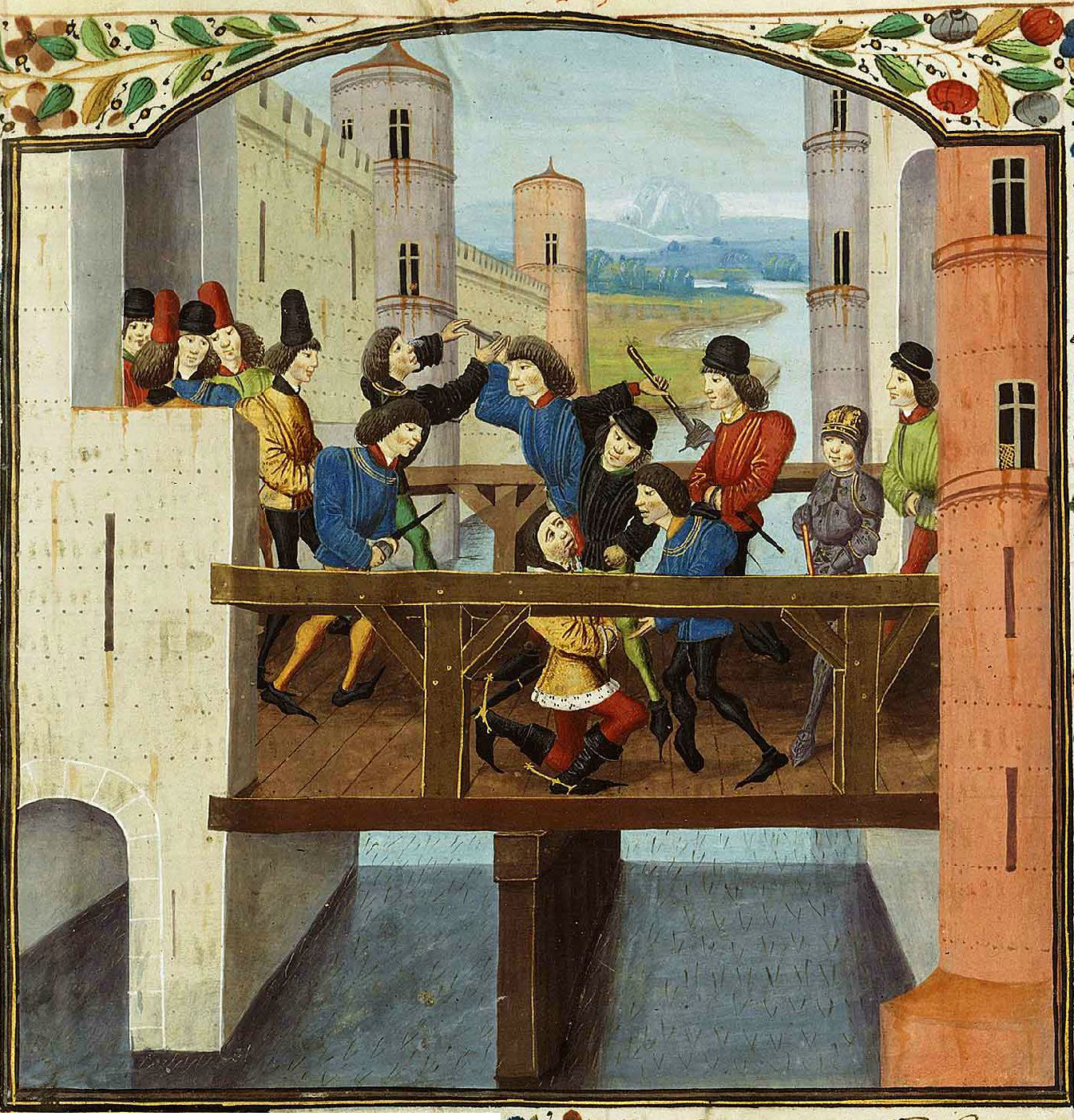
Meester van de Chronique d'Angleterre, Assassinat de Jean sans Peur au pont de Montereau. Enguerrand de Monstrelet, Chroniques (verkorte versie), ca. 1470-1480, Mss, fr. 2680, folio 288, Parijs, Bibliothèque nationale de France.

Jan zonder Vrees controleerde sedertdien de macht in Parijs. Hij nam vervolgens het initiatief om aan de dauphin, die was gevlucht naar Bourges, voor te stellen het verzet op te geven en terug te keren naar de hoofdstad, teneinde zich onder de voogdij van zijn ouders, koning Karel VI en koningin Isabella van Beieren, te plaatsen. Om zijn doelen te bereiken, organiseerde hij drie ontmoetingen:
1/ Op 16 september 1418 ontmoette hij koningin Isabella van Beieren te Saint-Maur-des-Fossés, in afwezigheid van Karel VI en de dauphin, om de vredesverdrag van Saint-Maur uit te broeden. De dauphin werd door Jan zonder Vrees impliciet beschuldigd, onder het voorwendsel van een pardon en door middel van een slinkse spitsvondigheid, van medeplichtigheid aan de misdaden waaraan de Armagnacs schuldig waren, en in het bijzonder de moord op zijn twee oudere broers. Hoewel het hier gaat om verdenkingen geformuleerd door Jan zonder Vrees, bedoeld om te worden toegevoegd als bewijs, weigerden de dauphin en zijn Raad, voornamelijk op aansturen van Jean Louvet, president van de Provence, categorisch - en terecht!- om het verdrag goed te keuren dat hun tevergeefs te Bourges door de hertog van Bretagne, co-ondertekenaar van de geïncrimineerde tekst, werd voorgelegd.
2/ Op 8 juli 1419 ontmoette Jan zonder Vrees de dauphin te Pouilly-le-Fort in afwezigheid van koning Karel VI en koningin Isabella van Beieren om hem een vredesverdrag en een alliantie tegen de Engelsen voor te stellen. Dit verdrag, bekend onder de naam vredesverdrag van Ponceau, werd geratificeerd door de dauphin van Frankrijk en zijn raadsheren. Maar, het moest worden bekrachtigd door een bijkomend verdrag, terwijl Jan zonder Vrees het verlaten van de door de Bourguignons ingenomen versterkte plaatsen en de opleving van de vijandigheden tegen de Engelsen ten uitvoer bracht.
3/ Op 10 september 1419 vond een ontmoeting plaats in Montereau met de bedoeling om het verdrag van Ponceau te consolideren. De dauphin verweet Jan zonder Vrees de voorwaarden daarvan niet te hebben gerespecteerd, waarop de stemming grimmiger werd en de ontmoeting tragisch eindigde met de moord op Jan zonder Vrees.

### Moord op Jan zonder Vrees
Jan zonder Vrees werd op 10 september 1419 vermoord tijdens zijn onderhoud met de dauphin te Montereau-Fault-Yonne.  Jean de Thoisy, bisschop van Doornik, kreeg de ondankbare taak om het bericht van overlijden over te brengen aan graaf Filips van Charolais. Als opvolger van Jan zonder Vrees zou de nieuwe hertog van Bourgondië, die de naam Filips de Goede zou krijgen, zich wreken op de dauphin van Frankrijk door een alliantie aan te gaan met de Engelsen en het verdrag van Troyes af te sluiten, waardoor de dauphin werd onterfd van de troon van Frankrijk in het voordeel van koning Hendrik V van Engeland.
Het lijk van Jan zonder Vrees werd in 1420 overgebracht van Auxerre naar Avallon door Claude de Chastellux, die het vervolgens overdroeg aan Guillaume de La Tournelle die was belast met het traject tot aan Dijon. Zijn graftombe, die zich bevond in het kartuizerklooster van Champmol, bevindt zich nu in het Paleis van de hertogen van Bourgondië te Dijon.

## Jan zonder Vrees en de Bourgondische Staat

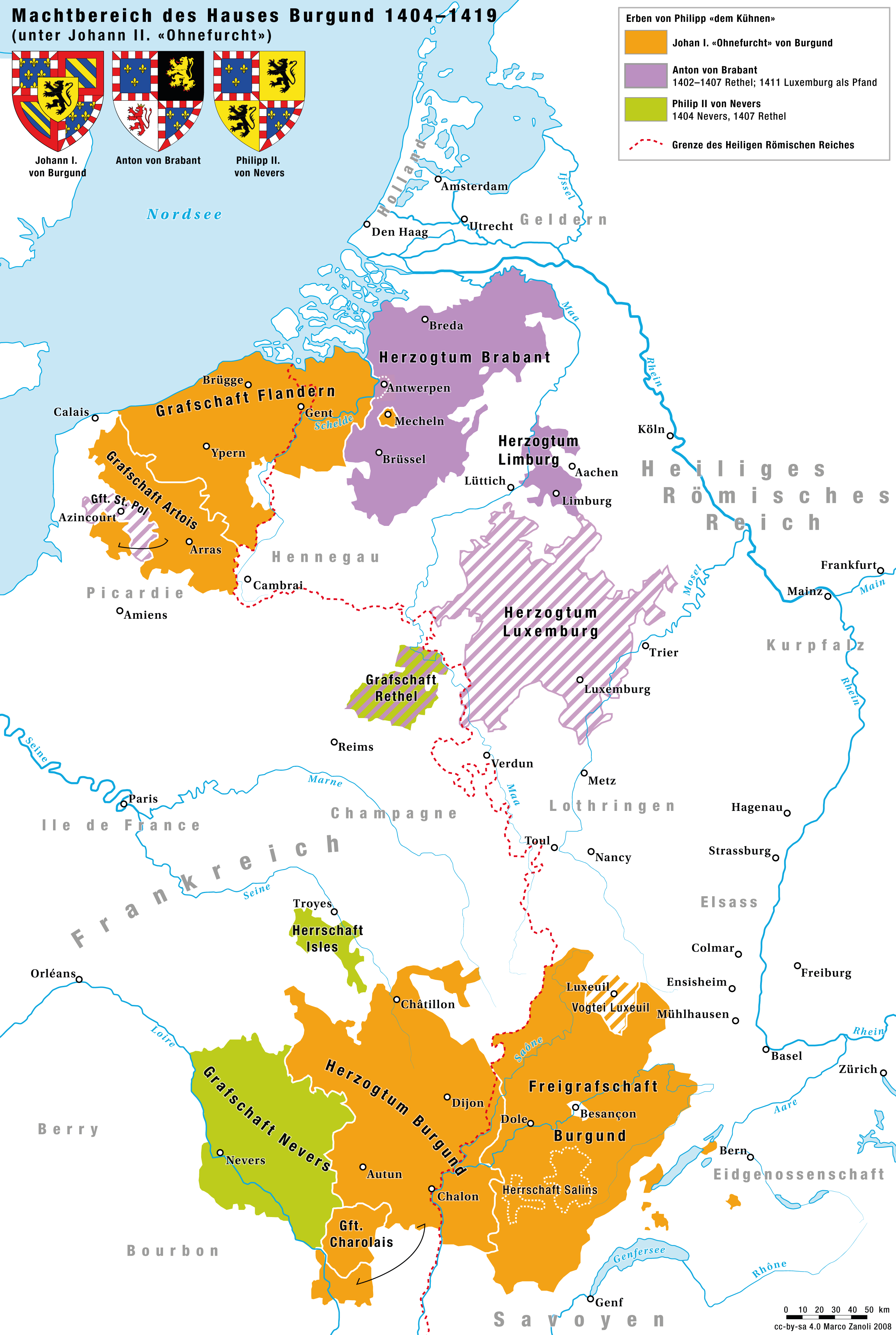
De Bourgondische gebieden.
Jan zonder Vrees
Anton van Brabant
Filips van Nevers

Op 23 september 1408 bracht hij de opstandige Luikse burgerij en ambachtslui een verpletterende nederlaag toe in de slag bij Othée, waarna hij een alliantie wist te sluiten met de hertogen van Luxemburg en Lotharingen, waardoor hij het stichten van een Bourgondische staat kon voortzetten. Hij zette het werk van zijn vader echter voort zonder grote gebiedsuitbreiding. Een deel van de landen van het Huis werden daarnaast toebedeeld aan zijn broers Anton van Brabant en Filips van Nevers.

## Zijn graftombe
Net als zijn vader Filips de Stoute werd Jan zonder Vrees begraven in de Chartreuse de Champmol. Filips de Goede, zoon en erfgenaam van Jan zonder Vrees, zou zich bezighouden met het voor hem laten optrekken van een monumentale graftombe, waardig aan zijn rang van prins van het koninkrijk en naar het voorbeeld van die van Filips de Stoute. De opdracht hiervoor werd gegeven aan Claus van de Werve. In die tijd was dat de officiële beeldhouwer van de hertogen van Bourgondië, die de graftombe van Filips de Stoute had afgewerkt. Het werk duurde voort en na de dood van Claus van de Werve in 1439 werd het toevertrouwd aan zijn opvolger Juan de la Huerta. Het werd afgewerkt door een derde beeldhouwer, Antoine Le Moiturier.
De graftombe van Jan zonder Vrees was gebaseerd op die van zijn vader. Hij bestaat dus ook uit een gisant op een zwarte tegel met op de sokkel een stoet van rouwenden uit albast (kinderkoor, klerken, familieleden, officieren en huispersoneel, gedrapeerd in rouwmantels) onder booggewelven, gevormd door een afwisseling van dubbele traveeën en driehoekige niches. Jan zonder Vrees deelt zijn tombe met zijn echtgenote, Margaretha van Beieren. Twee engelen ondersteunen de kist van de hertog, twee engelen-wapendragers bevinden zich aan het hoofd van de echtelieden, terwijl twee leeuwen aan hun voeten liggen. De kwaliteit is vergelijkbaar met die van Filips de Stoute: een groot aantal van de rouwenden zijn zelfs exacte kopieën van die op diens tombe. Later, na de reconstructie van de graftombes, zijn de rouwenden door elkaar geraakt. Dat maakt het moeilijk om een stilistische vergelijking te maken. Verplaatst naar Saint-Bénigne in 1792, is de graftombe vandaag, net als die van Filips de Stoute, tentoongesteld in het Musée des Beaux-Arts de Dijon. In 2012-2013 waren de rouwenden in bruikleen gegeven aan enkele prestigieuze musea, waar ze als afzonderlijke beeldhouwwerken werden tentoongesteld, zoals in het Musée National du Moyen Âge in Parijs.

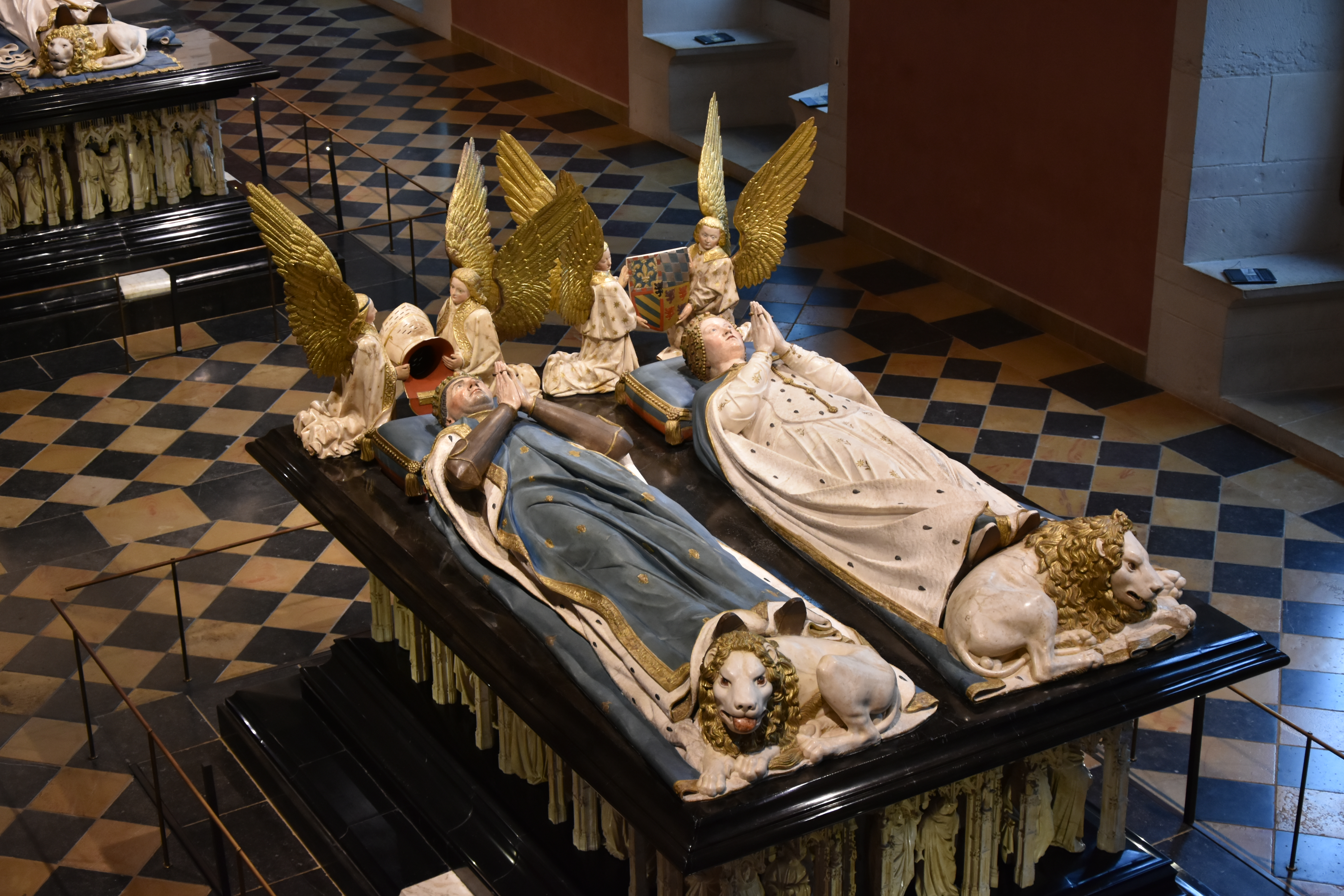
Graftombe van Jan zonder Vrees en Margaretha van Beieren (Musée des Beaux-Arts de Dijon).
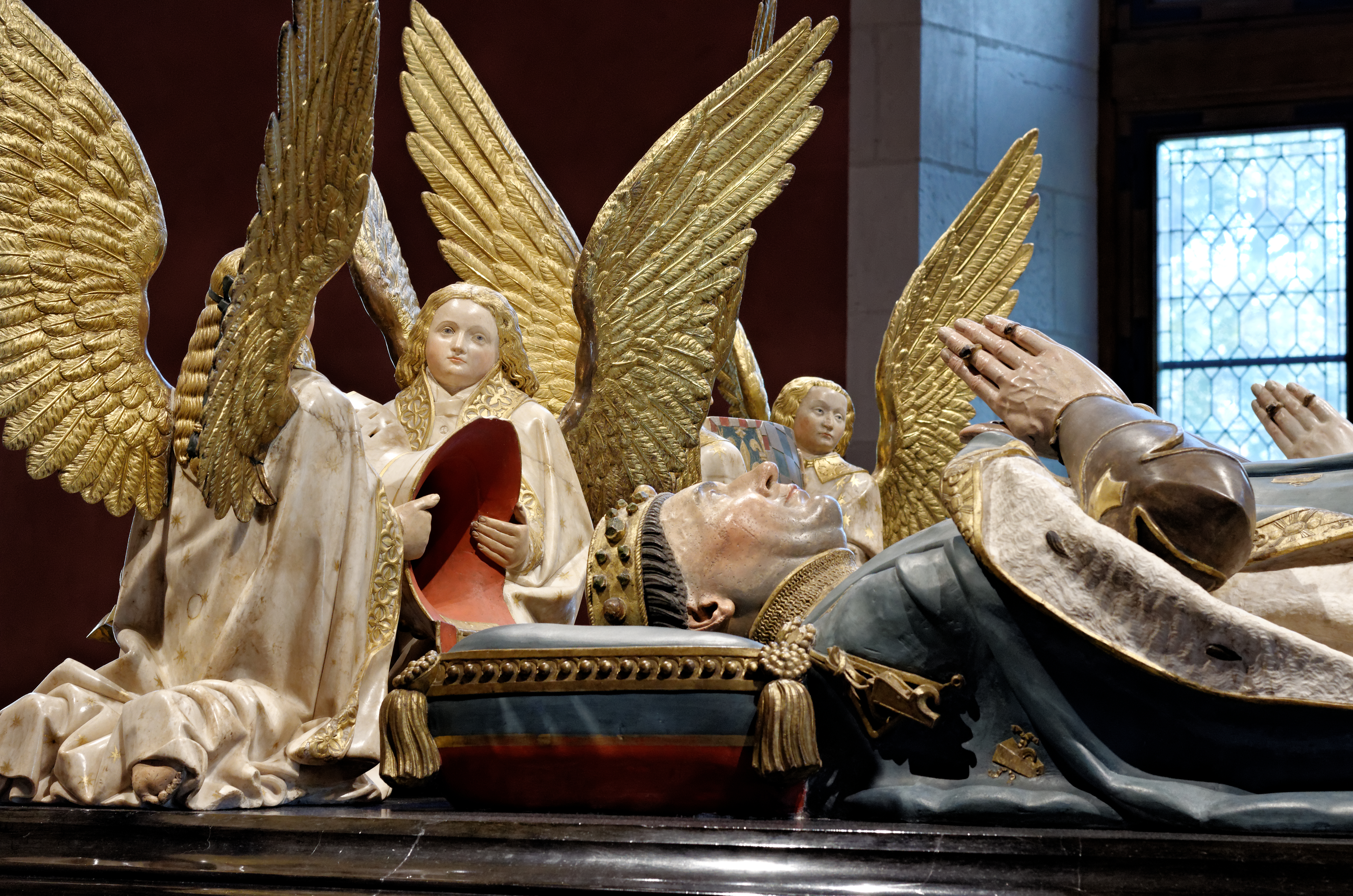
Detail van de gisanten van Jan zonder Vrees en Margaretha van Beieren (Musée des Beaux-Arts de Dijon).

## Genealogie

### Huwelijk en kinderen

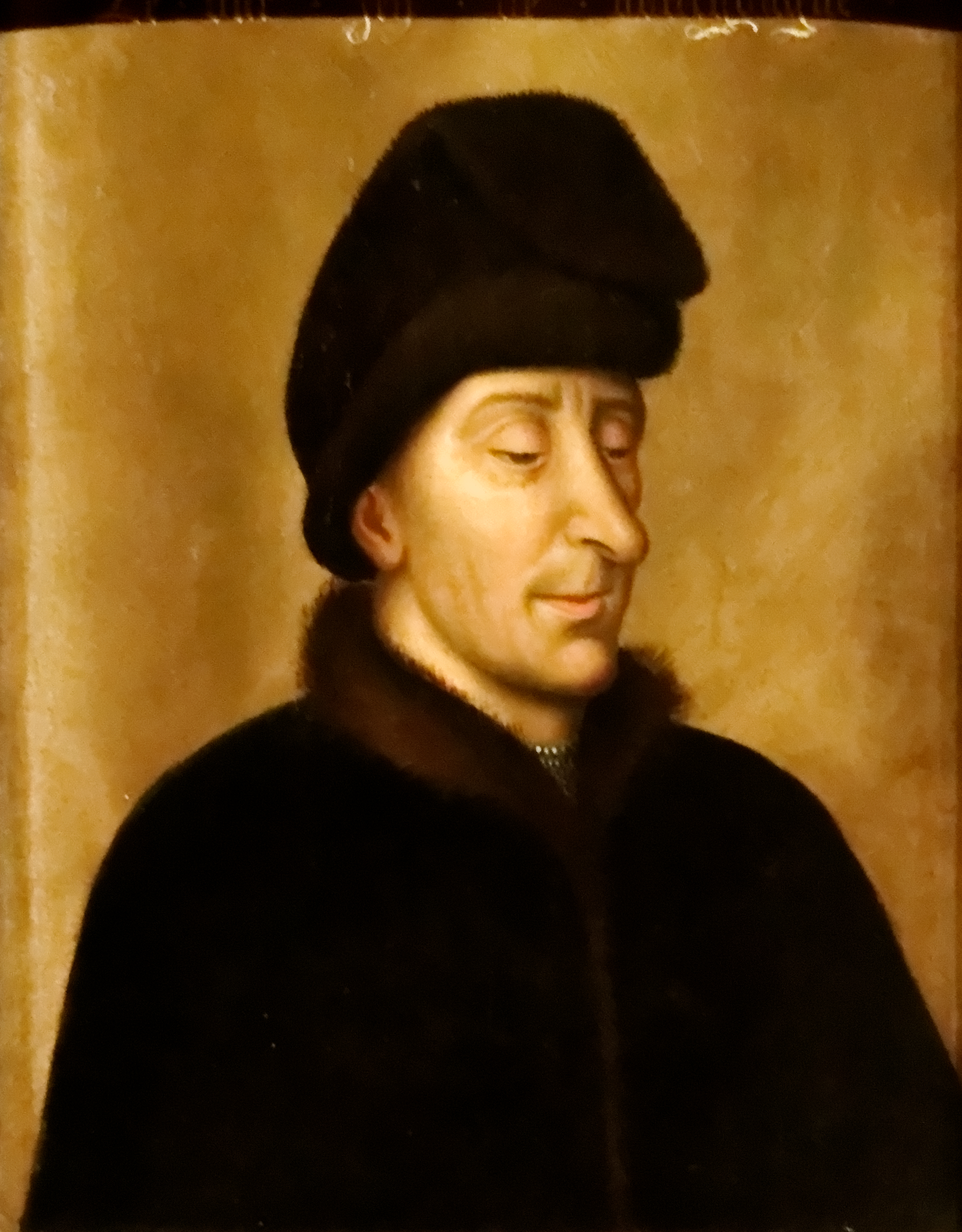
Jan zonder Vrees (Vlaamse school, ca. 1500, Wenen, Hofburg).

Het jaar 1385 zag de voltrekking van een dubbele politiek-familiare alliantie tussen het Huis Valois-Bourgondië (Filips de Stoute) en dat van Beieren-Straubing (Albrecht van Beieren). Albrecht heerste over de aangrenzende graafschappen Henegouwen, Holland, Zeeland en Friesland.
Op 11 april 1385 trouwde Willem van Oostervant, de toekomstige graaf Willem IV van Henegouwen met Margaretha van Bourgondië.
Dit huwelijk, de vrucht van de politiek tussen deze twee families met gebieden in de Lage Landen, werd op dezelfde dag gehouden als dat van de toekomstige hertog Jan I van Bourgondië met Margaretha van Beieren (Straubing), respectievelijk broer en zus van het eerste koppel.
Uit deze verbintenis werden één zoon en zeven dochters geboren:
- Margaretha (1393-1441), in 1404 getrouwd met (1) hertog Lodewijk van Guyenne, dauphin (opvolger van Karel VI van Frankrijk), en vervolgens in 1423 (2) met de toekomstige hertog Arthur III van Bretagne
- Marie (1394-1463) in 1415 getrouwd met Adolf I van Kleef
- Filips (1396-1467), volgde zijn vader op als hertog van Bourgondië; gehuwd in 1409 met Michelle van Valois (1395-1422), dochter van Karel VI van Frankrijk, in 1424 met Bonne van Artesië (1396-1425); in 1430 met Isabella van Portugal (1397-1472), nichtje van de Engelse regent Jan van Bedford
- Catherine (1400-1414), verloofd in 1410 met Lodewijk III van Anjou
- Jeanne (ca. 1401-1412)
- Isabelle (ca. 1403-1412), in 1406 getrouwd met Olivier van Châtillon, graaf van Penthièvre
- Anna (1404-1432) in 1423 getrouwd met hertog Jan van Bedford.
- Agnes (1407-1476) in 1425 getrouwd met, Karel I van Bourbon, hertog van Bourbon en Auvergne

Hij liet ook vier buitenechtelijke kinderen na:
bij Agnes de Croy, dochter van Jan I van Croÿ, de volgende kinderen:
- Jan VI van Bourgondië (- 27 april 1480), bisschop van Kamerijk[36]

bij Margaretha van Borsele de volgende kinderen:
- Gwijde van Bourgondië, Heer van Kruybeke (gestorven tijdens het beleg van Calais in 1436), getrouwd met Johanna, buitenechtelijke dochter van * Albrecht van Beieren
- Antoon van Bourgondië Johannieter ridder
- Filipotte van Bourgondië, getrouwd met Antoine van Rochebaron, baron van Berze-le-Chatel

### Kwartierstaat (voorouders)
| Filips VI van Frankrijk (1293-1350) | Filips VI van Frankrijk (1293-1350) | Filips VI van Frankrijk (1293-1350) | Filips VI van Frankrijk (1293-1350) | Filips VI van Frankrijk (1293-1350) | Filips VI van Frankrijk (1293-1350) | Johanna van Bourgondië (1293_1349) | Johanna van Bourgondië (1293_1349) | Johanna van Bourgondië (1293_1349)    | Johanna van Bourgondië (1293_1349)    | Johanna van Bourgondië (1293_1349)    | Johanna van Bourgondië (1293_1349)    |                                       |                                       | Jan de Blinde (1296-1346)    | Jan de Blinde (1296-1346)    | Jan de Blinde (1296-1346)            | Jan de Blinde (1296-1346)            | Jan de Blinde (1296-1346)            | Jan de Blinde (1296-1346)            | Elisabeth I van Bohemen (1292-1330)  | Elisabeth I van Bohemen (1292-1330)  | Elisabeth I van Bohemen (1292-1330) | Elisabeth I van Bohemen (1292-1330) | Elisabeth I van Bohemen (1292-1330) | Elisabeth I van Bohemen (1292-1330) |                                  |                                  | Lodewijk I van Vlaanderen (1304-1346) | Lodewijk I van Vlaanderen (1304-1346) | Lodewijk I van Vlaanderen (1304-1346) | Lodewijk I van Vlaanderen (1304-1346) | Lodewijk I van Vlaanderen (1304-1346) | Lodewijk I van Vlaanderen (1304-1346) | Margaretha van Frankrijk (1310-1382) | Margaretha van Frankrijk (1310-1382) | Margaretha van Frankrijk (1310-1382) | Margaretha van Frankrijk (1310-1382) | Margaretha van Frankrijk (1310-1382)      | Margaretha van Frankrijk (1310-1382)      |                                           |                                           | Jan III van Brabant (1300-1355)           | Jan III van Brabant (1300-1355)           | Jan III van Brabant (1300-1355)    | Jan III van Brabant (1300-1355)    | Jan III van Brabant (1300-1355)    | Jan III van Brabant (1300-1355)    | Maria van Évreux (1303-1335)       | Maria van Évreux (1303-1335)       | Maria van Évreux (1303-1335)  | Maria van Évreux (1303-1335)  | Maria van Évreux (1303-1335)  | Maria van Évreux (1303-1335)  |  |  |  |  |  |  |  |  |  |  |  |  |  |  |  |  |  |  |  |  |  |  |  |  |  |  |  |  |  |  |  |  |  |  |  |  |  |  |  |  |  |  |  |  |  |  |  |  |
| Filips VI van Frankrijk (1293-1350) | Filips VI van Frankrijk (1293-1350) | Filips VI van Frankrijk (1293-1350) | Filips VI van Frankrijk (1293-1350) | Filips VI van Frankrijk (1293-1350) | Filips VI van Frankrijk (1293-1350) | Johanna van Bourgondië (1293_1349) | Johanna van Bourgondië (1293_1349) | Johanna van Bourgondië (1293_1349)    | Johanna van Bourgondië (1293_1349)    | Johanna van Bourgondië (1293_1349)    | Johanna van Bourgondië (1293_1349)    |                                       |                                       | Jan de Blinde (1296-1346)    | Jan de Blinde (1296-1346)    | Jan de Blinde (1296-1346)            | Jan de Blinde (1296-1346)            | Jan de Blinde (1296-1346)            | Jan de Blinde (1296-1346)            | Elisabeth I van Bohemen (1292-1330)  | Elisabeth I van Bohemen (1292-1330)  | Elisabeth I van Bohemen (1292-1330) | Elisabeth I van Bohemen (1292-1330) | Elisabeth I van Bohemen (1292-1330) | Elisabeth I van Bohemen (1292-1330) |                                  |                                  | Lodewijk I van Vlaanderen (1304-1346) | Lodewijk I van Vlaanderen (1304-1346) | Lodewijk I van Vlaanderen (1304-1346) | Lodewijk I van Vlaanderen (1304-1346) | Lodewijk I van Vlaanderen (1304-1346) | Lodewijk I van Vlaanderen (1304-1346) | Margaretha van Frankrijk (1310-1382) | Margaretha van Frankrijk (1310-1382) | Margaretha van Frankrijk (1310-1382) | Margaretha van Frankrijk (1310-1382) | Margaretha van Frankrijk (1310-1382)      | Margaretha van Frankrijk (1310-1382)      |                                           |                                           | Jan III van Brabant (1300-1355)           | Jan III van Brabant (1300-1355)           | Jan III van Brabant (1300-1355)    | Jan III van Brabant (1300-1355)    | Jan III van Brabant (1300-1355)    | Jan III van Brabant (1300-1355)    | Maria van Évreux (1303-1335)       | Maria van Évreux (1303-1335)       | Maria van Évreux (1303-1335)  | Maria van Évreux (1303-1335)  | Maria van Évreux (1303-1335)  | Maria van Évreux (1303-1335)  |  |  |  |  |  |  |  |  |  |  |  |  |  |  |  |  |  |  |  |  |  |  |  |  |  |  |  |  |  |  |  |  |  |  |  |  |  |  |  |  |  |  |  |  |  |  |  |  |
|                                     |                                     |                                     |                                     |                                     |                                     |                                    |                                    |                                       |                                       |                                       |                                       |                                       |                                       |                              |                              |                                      |                                      |                                      |                                      |                                      |                                      |                                     |                                     |                                     |                                     |                                  |                                  |                                       |                                       |                                       |                                       |                                       |                                       |                                      |                                      |                                      |                                      |                                           |                                           |                                           |                                           |                                           |                                           |                                    |                                    |                                    |                                    |                                    |                                    |                               |                               |                               |                               |  |  |  |  |  |  |  |  |  |  |  |  |  |  |  |  |  |  |  |  |  |  |  |  |  |  |  |  |  |  |  |  |  |  |  |  |  |  |  |  |  |  |  |  |  |  |  |  |
|                                     |                                     |                                     |                                     | Jan II van Frankrijk (1319-1364)    | Jan II van Frankrijk (1319-1364)    | Jan II van Frankrijk (1319-1364)   | Jan II van Frankrijk (1319-1364)   | Jan II van Frankrijk (1319-1364)      | Jan II van Frankrijk (1319-1364)      |                                       |                                       |                                       |                                       |                              |                              | Bonne van Luxemburg (1315-1349)      | Bonne van Luxemburg (1315-1349)      | Bonne van Luxemburg (1315-1349)      | Bonne van Luxemburg (1315-1349)      | Bonne van Luxemburg (1315-1349)      | Bonne van Luxemburg (1315-1349)      |                                     |                                     |                                     |                                     |                                  |                                  |                                       |                                       |                                       |                                       | Lodewijk van Male (1330-1384)         | Lodewijk van Male (1330-1384)         | Lodewijk van Male (1330-1384)        | Lodewijk van Male (1330-1384)        | Lodewijk van Male (1330-1384)        | Lodewijk van Male (1330-1384)        |                                           |                                           |                                           |                                           |                                           |                                           | Margaretha van Brabant (1323-1380) | Margaretha van Brabant (1323-1380) | Margaretha van Brabant (1323-1380) | Margaretha van Brabant (1323-1380) | Margaretha van Brabant (1323-1380) | Margaretha van Brabant (1323-1380) |                               |                               |                               |                               |  |  |  |  |  |  |  |  |  |  |  |  |  |  |  |  |  |  |  |  |  |  |  |  |  |  |  |  |  |  |  |  |  |  |  |  |  |  |  |  |  |  |  |  |  |  |  |  |
|                                     |                                     |                                     |                                     | Jan II van Frankrijk (1319-1364)    | Jan II van Frankrijk (1319-1364)    | Jan II van Frankrijk (1319-1364)   | Jan II van Frankrijk (1319-1364)   | Jan II van Frankrijk (1319-1364)      | Jan II van Frankrijk (1319-1364)      |                                       |                                       |                                       |                                       |                              |                              | Bonne van Luxemburg (1315-1349)      | Bonne van Luxemburg (1315-1349)      | Bonne van Luxemburg (1315-1349)      | Bonne van Luxemburg (1315-1349)      | Bonne van Luxemburg (1315-1349)      | Bonne van Luxemburg (1315-1349)      |                                     |                                     |                                     |                                     |                                  |                                  |                                       |                                       |                                       |                                       | Lodewijk van Male (1330-1384)         | Lodewijk van Male (1330-1384)         | Lodewijk van Male (1330-1384)        | Lodewijk van Male (1330-1384)        | Lodewijk van Male (1330-1384)        | Lodewijk van Male (1330-1384)        |                                           |                                           |                                           |                                           |                                           |                                           | Margaretha van Brabant (1323-1380) | Margaretha van Brabant (1323-1380) | Margaretha van Brabant (1323-1380) | Margaretha van Brabant (1323-1380) | Margaretha van Brabant (1323-1380) | Margaretha van Brabant (1323-1380) |                               |                               |                               |                               |  |  |  |  |  |  |  |  |  |  |  |  |  |  |  |  |  |  |  |  |  |  |  |  |  |  |  |  |  |  |  |  |  |  |  |  |  |  |  |  |  |  |  |  |  |  |  |  |
|                                     |                                     |                                     |                                     |                                     |                                     |                                    |                                    |                                       |                                       | Filips de Stoute (1342-1404)          | Filips de Stoute (1342-1404)          | Filips de Stoute (1342-1404)          | Filips de Stoute (1342-1404)          | Filips de Stoute (1342-1404) | Filips de Stoute (1342-1404) |                                      |                                      |                                      |                                      |                                      |                                      |                                     |                                     |                                     |                                     |                                  |                                  |                                       |                                       |                                       |                                       |                                       |                                       |                                      |                                      |                                      |                                      | Margaretha III van Vlaanderen (1350-1405) | Margaretha III van Vlaanderen (1350-1405) | Margaretha III van Vlaanderen (1350-1405) | Margaretha III van Vlaanderen (1350-1405) | Margaretha III van Vlaanderen (1350-1405) | Margaretha III van Vlaanderen (1350-1405) |                                    |                                    |                                    |                                    |                                    |                                    |                               |                               |                               |                               |  |  |  |  |  |  |  |  |  |  |  |  |  |  |  |  |  |  |  |  |  |  |  |  |  |  |  |  |  |  |  |  |  |  |  |  |  |  |  |  |  |  |  |  |  |  |  |  |
|                                     |                                     |                                     |                                     |                                     |                                     |                                    |                                    |                                       |                                       | Filips de Stoute (1342-1404)          | Filips de Stoute (1342-1404)          | Filips de Stoute (1342-1404)          | Filips de Stoute (1342-1404)          | Filips de Stoute (1342-1404) | Filips de Stoute (1342-1404) |                                      |                                      |                                      |                                      |                                      |                                      |                                     |                                     |                                     |                                     |                                  |                                  |                                       |                                       |                                       |                                       |                                       |                                       |                                      |                                      |                                      |                                      | Margaretha III van Vlaanderen (1350-1405) | Margaretha III van Vlaanderen (1350-1405) | Margaretha III van Vlaanderen (1350-1405) | Margaretha III van Vlaanderen (1350-1405) | Margaretha III van Vlaanderen (1350-1405) | Margaretha III van Vlaanderen (1350-1405) |                                    |                                    |                                    |                                    |                                    |                                    |                               |                               |                               |                               |  |  |  |  |  |  |  |  |  |  |  |  |  |  |  |  |  |  |  |  |  |  |  |  |  |  |  |  |  |  |  |  |  |  |  |  |  |  |  |  |  |  |  |  |  |  |  |  |
|                                     |                                     |                                     |                                     |                                     |                                     |                                    |                                    |                                       |                                       |                                       |                                       |                                       |                                       |                              |                              |                                      |                                      |                                      |                                      |                                      |                                      |                                     |                                     |                                     |                                     |                                  |                                  |                                       |                                       |                                       |                                       |                                       |                                       |                                      |                                      |                                      |                                      |                                           |                                           |                                           |                                           |                                           |                                           |                                    |                                    |                                    |                                    |                                    |                                    |                               |                               |                               |                               |  |  |  |  |  |  |  |  |  |  |  |  |  |  |  |  |  |  |  |  |  |  |  |  |  |  |  |  |  |  |  |  |  |  |  |  |  |  |  |  |  |  |  |  |  |  |  |  |
|                                     |                                     |                                     |                                     |                                     |                                     |                                    |                                    |                                       |                                       |                                       |                                       |                                       |                                       |                              |                              |                                      |                                      |                                      |                                      |                                      |                                      |                                     |                                     |                                     |                                     |                                  |                                  |                                       |                                       |                                       |                                       |                                       |                                       |                                      |                                      |                                      |                                      |                                           |                                           |                                           |                                           |                                           |                                           |                                    |                                    |                                    |                                    |                                    |                                    |                               |                               |                               |                               |  |  |  |  |  |  |  |  |  |  |  |  |  |  |  |  |  |  |  |  |  |  |  |  |  |  |  |  |  |  |  |  |  |  |  |  |  |  |  |  |  |  |  |  |  |  |  |  |
| Jan zonder Vrees (1371-1419)        | Jan zonder Vrees (1371-1419)        | Jan zonder Vrees (1371-1419)        | Jan zonder Vrees (1371-1419)        | Jan zonder Vrees (1371-1419)        | Jan zonder Vrees (1371-1419)        |                                    |                                    | Margaretha van Bourgondië (1374-1441) | Margaretha van Bourgondië (1374-1441) | Margaretha van Bourgondië (1374-1441) | Margaretha van Bourgondië (1374-1441) | Margaretha van Bourgondië (1374-1441) | Margaretha van Bourgondië (1374-1441) |                              |                              | Catharina van Bourgondië (1378-1425) | Catharina van Bourgondië (1378-1425) | Catharina van Bourgondië (1378-1425) | Catharina van Bourgondië (1378-1425) | Catharina van Bourgondië (1378-1425) | Catharina van Bourgondië (1378-1425) |                                     |                                     | Bonne van Bourgondië (1379-1398)    | Bonne van Bourgondië (1379-1398)    | Bonne van Bourgondië (1379-1398) | Bonne van Bourgondië (1379-1398) | Bonne van Bourgondië (1379-1398)      | Bonne van Bourgondië (1379-1398)      |                                       |                                       | Anton van Bourgondië (1384-1415)      | Anton van Bourgondië (1384-1415)      | Anton van Bourgondië (1384-1415)     | Anton van Bourgondië (1384-1415)     | Anton van Bourgondië (1384-1415)     | Anton van Bourgondië (1384-1415)     |                                           |                                           | Maria van Bourgondië (1386-1422)          | Maria van Bourgondië (1386-1422)          | Maria van Bourgondië (1386-1422)          | Maria van Bourgondië (1386-1422)          | Maria van Bourgondië (1386-1422)   | Maria van Bourgondië (1386-1422)   |                                    |                                    | Filips van Nevers (1389-1415)      | Filips van Nevers (1389-1415)      | Filips van Nevers (1389-1415) | Filips van Nevers (1389-1415) | Filips van Nevers (1389-1415) | Filips van Nevers (1389-1415) |  |  |  |  |  |  |  |  |  |  |  |  |  |  |  |  |  |  |  |  |  |  |  |  |  |  |  |  |  |  |  |  |  |  |  |  |  |  |  |  |  |  |  |  |  |  |  |  |

### Historische bronnen
- M. Secousse, Ordonnance des Rois de France de la Troisième Race: Recueillies par ordre chronologique, Parijs, 1750. (online versie)
- R. Delachenal, Chronique des règnes de Jean II et de Charles V, II, Parijs, 1916.
- Anoniem, Journal d'un bourgeois de Paris, reed. H. Jonquières, Parijs, 1929.
- Enguerrand de Monstrelet, Chronique (I).
- Michel Pintoin, Historia Karoli Sexti Francorum regis (= M.L. Bellaguet (trad. ed.), Chronique du Religieux de Saint-Denys: La Règne de Charles VI, de 1380 à 1422, III, Parijs, 1841.).